# 銭江世紀城駅
銭江世紀城駅（せんこうせいきじょうえき）は、中華人民共和国浙江省杭州市蕭山区市心北路と平瀾路の交差点に位置する杭州地下鉄2号線と6号線の駅。

## 歴史

2号線第一期東南区間が開通した当初、銭江世紀城駅は通過扱いとしていた

- 2014年11月24日：2号線の当駅付近の区間が開通したが、当駅に関しては駅周辺がまだ工事中の状態だったため開業が見送られた[1]。
- 2016年4月28日：2号線の駅として開業[2]。
- 2020年12月30日：6号線の駅が開業し、乗換駅となる[3]。

## 駅構造
2号線・6号線とも島式ホーム1面2線を有する地下駅となっている。2号線盈豊路側および6号線博覧中心側には上下線間の片渡り線が設置されている。また、当初計画では2号線朝陽方面と6号線枸橘弄方面の間にも連絡線を設置する予定であったが、いざ6号線の建設が行われた際に、この計画は取りやめられた。

### のりば
| 路線                   | 方向 | 行先                           |
| ---------------------- | ---- | ------------------------------ |
| 2号線ホーム（地下2階） |      |                                |
| ■ 2号線                | 下り | 朝陽方面                       |
| ■ 2号線                | 上り | 良渚方面                       |
| 6号線ホーム（地下3階） |      |                                |
| ■ 6号線                | 下り | 桂花西路・双浦方面             |
| ■ 6号線                | 上り | 火車東站（東広場）・枸橘弄方面 |

（出典：杭州地下鉄:站内空间示意图）

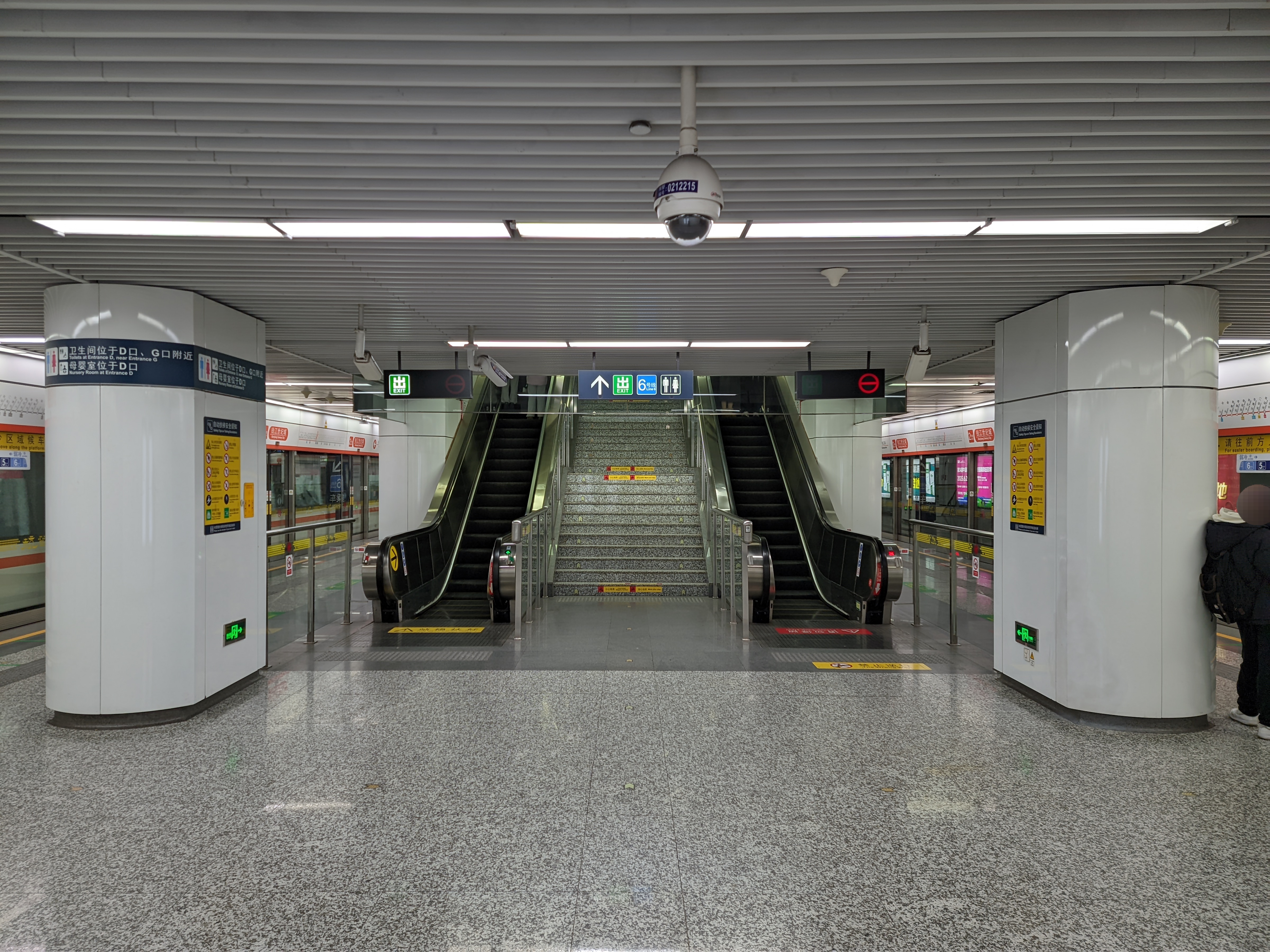
2号線ホーム
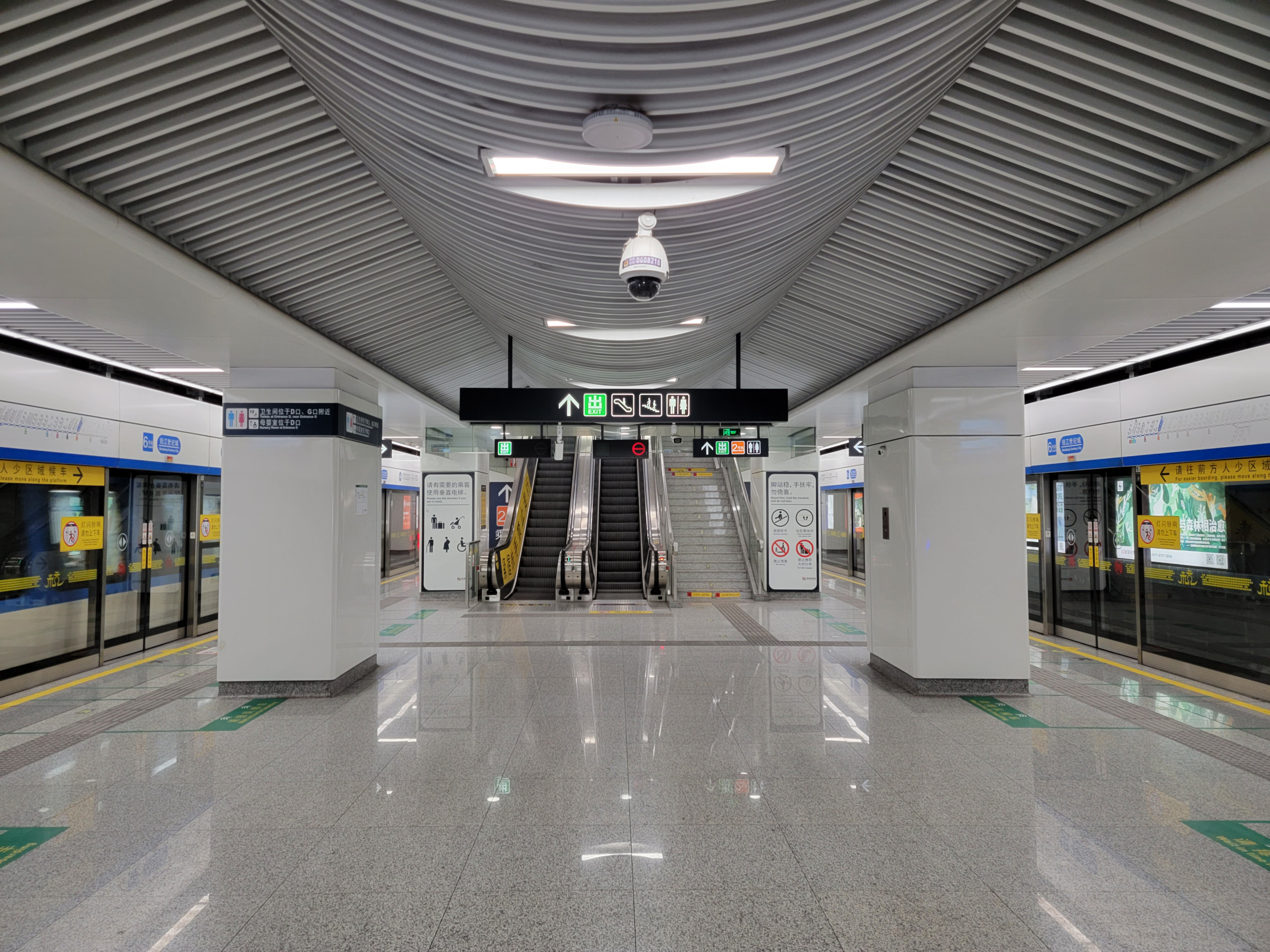
6号線ホーム
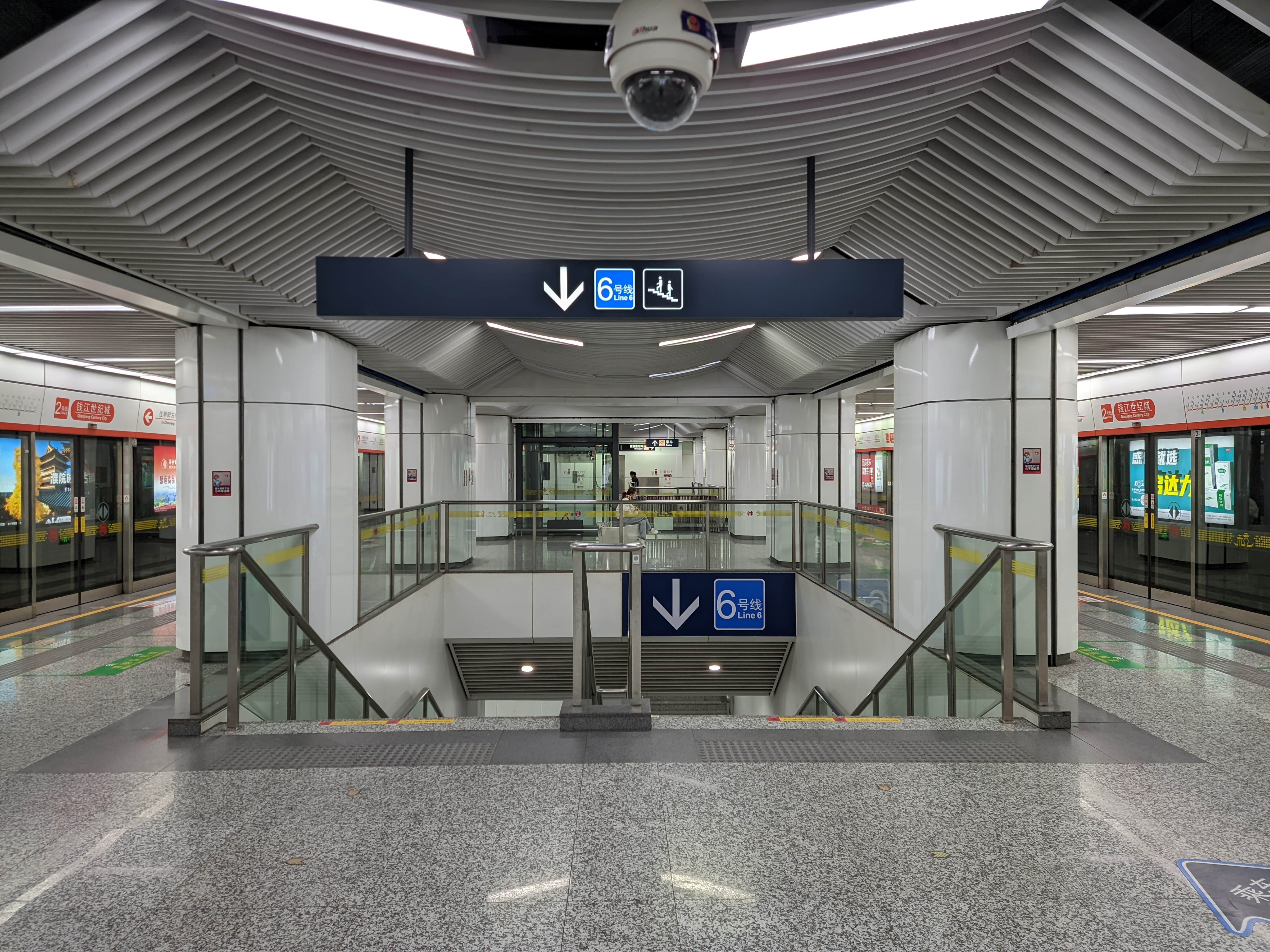
乗換通路入口（2号線ホーム）
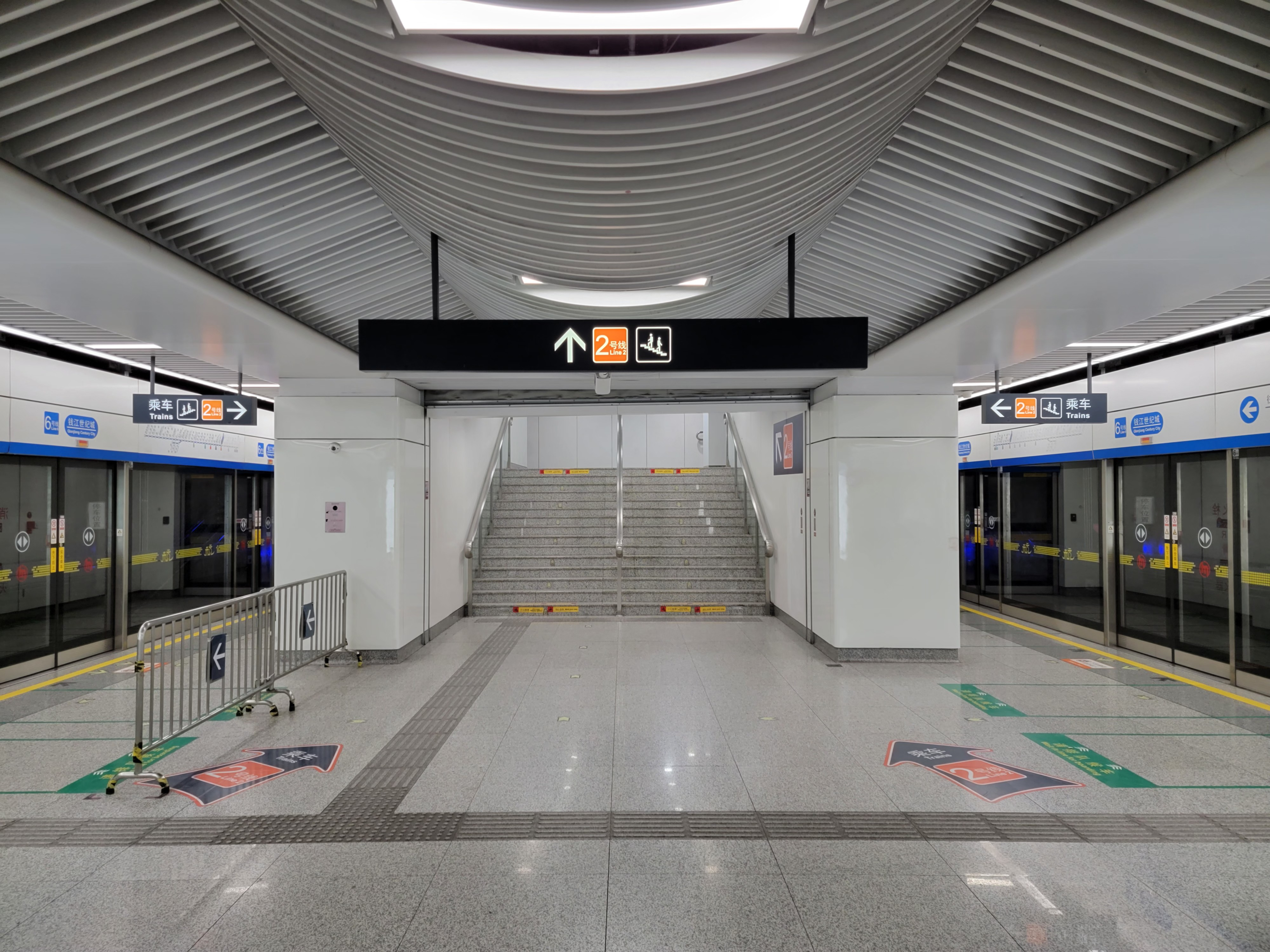
乗換通路入口（6号線ホーム）

## 駅周辺
- 朝竜匯ビル
- 朝竜匯・大家天地
- 銭江世紀公園（中国語版）
- 浙江商会ビル
- 伝化ビル
- 御金台
- 保億中心
- 麗晶国際中心
- 宝盛世紀中心
- 泰隆銀行
- 山水時代

## 隣の駅
杭州地下鉄
■ 2号線
盈豊路駅 - 銭江世紀城駅 - 銭江路駅
■ 6号線
博覧中心駅 - 銭江世紀城駅 - 豊北駅